# Ottawa, Kansas
Ottawa là một thành phố thuộc quận Franklin, tiểu bang Kansas, Hoa Kỳ. Năm 2010, dân số của xã này là 12649 người.

## Dân số
Dân số các năm:
- Năm 2000: 11921 người
- Năm 2010: 12649 người